# 中島陟
中島 陟（なかじま のぼる、1889年7月 - 1958年2月）は、日本の実業家・都市計画家。多摩湖鉄道株式会社常務、駿豆鉄道、箱根土地各株式会社取締役歴任。堤康次郎の正妻川崎文の妹婿。兵庫県生まれ。

## 人物概要
明治22年(1889年)兵庫県出石郡に生まれる。
1907年から東京物理学校(現東京理科大学)、及び日英義塾で2年間ずつ学ぶ。
大正3年(1914年)宮内省帝室林野管理局に勤務。大正8年(1919年)宮内省御料野境界査定官吏。
大正9年(1920年)東京外国語学校(現東京外国語大学)専修科独逸語部入学。大正10年(1921年)攻玉社工学校で講師を勤める。大正11年3月大学を卒業。箱根土地株式会社に入社し、堤康次郎と西武グループの形成を図る。
1923年12月から1925年4月まで、都市計画調査のため欧米に視察。帰国後、国立大学町開発事業に従事。
昭和2年(1927年)箱根土地常務取締役。昭和3年(1928年)多摩湖鉄道代表取締役。
学園都市構想100万坪土地確保・国立開発着手のため坪3円で中島陟、越丸八重蔵が堤に同行。
1928年1月15日、多摩湖鉄道取締役就任。5月、多摩湖鉄道常務取締役就任。駿豆鉄道取締役就任。
1936年、箱根土地株式会社代表取締役。
昭和18年(1943年)武蔵野鉄道(後の西武鉄道)取締役。昭和19年(1944年)箱根土地が国土計画興業に社名変更。
1958年、国土計画興業社長就任。同年逝去(享年70歳)。